# Chaetaglaea sericea
Chaetaglaea sericea là một loài bướm đêm trong họ Noctuidae.